# Jati Kesuma
Jati Kesuma is een bestuurslaag in het regentschap Deli Serdang van de provincie Noord-Sumatra, Indonesië. Jati Kesuma telt 3849 inwoners (volkstelling 2010).